# سالبيرويسك
سالبيرويسك (بالفرنسية: Salperwick)‏ هي بلدية تقع في إقليم باد كاليه من منطقة نور با دو كاليه في شمال فرنسا. تبلغ مساحة هذه المدينة 4 (كم²)، وترتفع عن سطح البحر 10 م، يبلغ عدد سكانها 503 نسمة حسب إحصاء المعهد الوطني للإحصاء والدراسات الاقتصادية سنة 2009 م. وترأس André Darques البلدية خلال فترة (2008-2014).